# Хасан аль-Басри
Абу Саи́д аль-Ха́сан ибн Яса́р аль-Басри (араб. الحسن البصري‎; 642, Медина — 728, Басра) — исламский богослов и знаток хадисов, один из первых исламских аскетов (захид), предшественник суфизма.

## Биография
Родился в 642 году в Медине. В разных сообщениях информация об имени его отца разнится: упоминаются имена Фируз, Ясар или Джафар; имя матери его — Хайра. Сообщается, что она была служанкой у жены Мухаммеда Умм Салама бинт Абу Умайя.
С 657 года жил в Басре. В 663—665 годах участвовал в военном походе на территории нынешнего Афганистана. Хасан участвовал в войне против Персии, был секретарём наместника Хорасана Раби ибн Зияда. Когда правителем Ирака стал Хаджадж ибн Юсуф (694 год), принял участие в организованной последним работе по снабжению букв в тексте Корана диакритическими знаками. При халифе Умаре ибн Абдул-Азизе аль-Хасан стал кадием Басры.
Группировавшийся вокруг Хасана аль-Басри теологический кружок был центром интеллектуальной жизни Басры и всего Омейядского государства, а авторитет основателя кружка был настолько велик, что к своим учителям его относили и сунниты, и рационалисты (основатель мутазилизма Васил ибн Ата вышел именно из этого кружка), и суфии.
Хасан аль-Басри умер и был похоронен в Басре в 728 году. В Басре построен мавзолей имама Хасана аль-Басри.

## Воззрения
Из немногочисленных сведений о его воззрениях представляется, что в вопросе о свободе воли он придерживался точки зрения, характерной для кадаритов, и утверждал ответственность человека за совершаемые им в этом мире деяния. В духе учения мурджиитов он утверждал, что спасения и места в раю мусульманин может достичь, произнеся перед смертью первую часть шахады. Позиции промежуточной между позициями хариджитов и мурджиитов он придерживался в вопросе о том, кем считать мусульманина, совершившего тяжкий грех: он считал такового мунафиком. Эта позиция соответствовала умеренным политическим взглядам богослова, стремившегося сохранить единство уммы и осуждавшего вооружëнные конфликты между мусульманами.